# Tornado (vela)
Tornado é um barco a vela multicasco, mais propriamente um catamarã. O Tornado foi projetado por Rodney March em 1966 na Inglaterra. O barco é um tripulado por duas pessoas, um proeiro e um timoneiro, cada um com um trapézio.
Inicialmente o Tornado foi feito para ser um barco olímpico, e a primeira Olimpíada onde esteve presente foi em 1976; manteve-se como classe olímpica até Pequim 2008, quando foi decidido que na olimpíada seguinte não haveria multicascos.
O Tornado é um barco bastante rápido e que necessita de pouco vento para fazer um dos cascos levantarem para fora d'água. Em certas condições de vento, o tornado pode velejar a 30 nós (56 km/h).

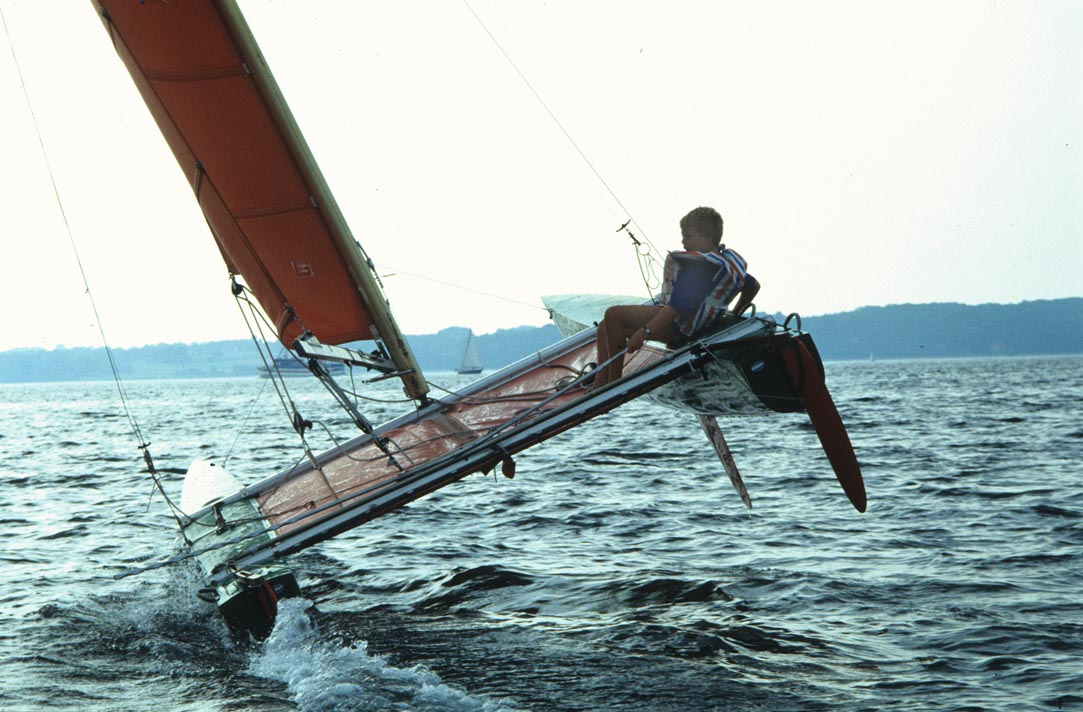
Tornado velejando em condições de pouco vento.

## Detalhes técnicos
- Comprimento do Casco: 6.1 metros.[4]
- Comprimento da Boca: 3 metros.[4]
- Tamanho da Vela Mestra: 16.35 m2
- Tamanho da Vela de Proa: 5.29 m2
- Tamanho do Gennaker: 25.77 m2
- Peso do Barco: 155 kg[4]